# Communauté d'agglomération Cœur de Seine
La communauté d'agglomération Cœur de Seine est un ancien établissement public de coopération intercommunale  créé le 31 décembre 2004, situé dans le département des Hauts-de-Seine, dans la région Île-de-France, en France. Il réunissait les communes de Saint-Cloud, Garches et Vaucresson. 
Dans le cadre de la mise en œuvre de la métropole du Grand Paris le 1er janvier 2016, la communauté d'agglomération a été dissoute et ses communes intégrées dans l'établissement public territorial Paris Ouest La Défense.

## Historique
L'intercommunalité a été créée par un arrêté préfectoral du 2 novembre 2004 qui a pris effet le 31 décembre 2004.
Dans le cadre de la mise en place de la métropole du Grand Paris, la loi portant nouvelle organisation territoriale de la République du 7 août 2015 (Loi NOTRe) prévoit la création d'établissements publics territoriaux (EPT), qui regroupent l'ensemble des communes de la métropole à l'exception de Paris, et assurent des fonctions de proximité en matière de politique de la ville, d'équipements culturels, socioculturels, socio-éducatifs et sportifs, d'eau et assainissement, de gestion des déchets ménagers et d'action sociale. Les EPT exercent également les compétences que les communes avaient transférées aux intercommunalités supprimées.
L'établissement public territorial Paris Ouest La Défense a  été créé par un décret du 11 décembre 2015. Il succède à la Communauté d'agglomération du Mont-Valérien, à la Communauté d'agglomération Seine-Défense et à la Communauté d'agglomération Cœur de Seine, et regroupe 11 communes du centre du département des Hauts-de-Seine.

## Territoire communautaire

### Géographie
Cœur de Seine se situait à quatre kilomètres à l'ouest de Paris. À flanc de coteau, la Communauté d'agglomération surplombait la capitale et se trouve au carrefour de nombreuses voies de communication. Baignée par la Seine, longée par les autoroutes A13 et A86 qui permettent aux Franciliens de rejoindre rapidement la Normandie ou de contourner Paris, Cœur de Seine était également à proximité du périphérique parisien.
La communauté était irrigué par de nombreuses voies de communication. On y est :
- À cinq minutes du périphérique ;
- En tram, à 10 minutes de la Défense et d'Issy-les-Moulineaux ;
- En train, à 10 minutes du quartier d'affaires de la Défense et 15 minutes de la gare Saint-Lazare ;
- En bus, à 20 minutes de Nanterre, à 15 minutes du 16e arrondissement de Paris et 30 minutes de la Tour Eiffel;
- À 30 minutes de l'aéroport d'Orly et à 40 minutes de Roissy Charles de Gaulle.

### Composition
La communauté est composée de trois communes membres :
| Nom                 | Code Insee | Gentilé        | Superficie (km2) | Population (dernière pop. légale) | Densité (hab./km2) |
| ------------------- | ---------- | -------------- | ---------------- | --------------------------------- | ------------------ |
| Saint-Cloud (siège) | 92064      | Clodoaldiens   | 7,56             | 29 953 (2015)                     | 3 962              |
| Garches             | 92033      | Garchois       | 2,69             | 17 662 (2014)                     | 6 566              |
| Vaucresson          | 92076      | Vaucressonnais | 3,08             | 8 747 (2014)                      | 2 840              |

### Établissements publics de coopération intercommunale voisins
- Grand Paris Seine Ouest ;
- Communauté d’agglomération Versailles Grand Parc.

## Organisation

### Siège
Le siège de la communauté a été fixé dans les locaux de la mairie de Saint-Cloud.

### Les élus
L’intercommunalité était administrée par un conseil communautaire, composé de 27 membres issus des trois conseils municipaux selon la répartition égalitaire suivante (adoptée par les statuts) : 
- 9 sièges pour Saint-Cloud ;
- 9 sièges pour Garches ;
- 9 sièges pour Vaucresson.

### Liste des présidents
| Période | Période          | Identité        | Étiquette | Qualité                                                |
| ------- | ---------------- | --------------- | --------- | ------------------------------------------------------ |
| ?       | ?                | Jacques Gautier |           | Sénateur des Hauts-de-Seine (2007 → ) Maire de Garches |
| ?       | ?                | Bertrand Cuny   |           | Maire de Saint-Cloud (1992 → 2005)                     |
| ?       | 31 décembre 2015 | Éric Berdoati   |           | Maire de Saint-Cloud (2005 → )                         |

### Les compétences
L'intercommunalité exerçait les compétences qui lui avaient été transférées par les communes membres, conformément aux dispositions du code général des collectivités territoriales. Il s'agissait de : 
- Actions de développement économique d'intérêt communautaire ;
- Création, aménagement, entretien et gestion de zones d'activité industrielle, tertiaire, artisanale, commerciale, touristique, portuaire ou aéroportuaire qui sont d'intérêt communautaire ;
- dispositifs contractuels (développement urbain, local et insertion économique et sociale) d'intérêt communautaire ;
- schémas directeur et de secteur : création et réalisation de ZAC d'intérêt communautaire, transports urbains ;
- programme local de l'habitat, politique du logement d'intérêt communautaire (y compris du logement social) et action par des opérations d'intérêt communautaire en faveur du logement des personnes défavorisées ;
- amélioration du parc immobilier bâti d'intérêt communautaire ;
- dispositifs locaux d'intérêt communautaire de prévention de la délinquance.

- L'assainissement : gestion partagée de l'assainissement des eaux usées ;
- L'eau : suivi de la qualité et maîtrise des dépenses par une représentation active de la communauté dans les structures intercommunales ;
- La protection et la mise en valeur de l'environnement et du cadre de vie : lutte contre la pollution de l'air et les nuisances sonores, élimination et valorisation des déchets des ménages dans le souci de préserver l'environnement et de limiter les coûts.

### Régime fiscal et budget
La communauté d'agglomération était financée par la fiscalité professionnelle unique (FPU),. Celle-ci a succédé a la Taxe professionnelle unique (TPU), et assure une péréquation fiscale entre les communes regroupant de nombreuses entreprises et les communes résidentielles.

### Organismes de regroupement
La communauté d'agglomération Cœur de Seine faisait partie du syndicat mixte des Coteaux et du Val de Seine, de même que la communauté d'agglomération Grand Paris Seine Ouest et la ville de Marnes-la-Coquette. Ce syndicat mixte est chargé de la préparation du schéma de cohérence territoriale qui orientera l’aménagement des Coteaux et du Val de Seine.
Elle était également membre de : 
- Syndicat mixte pour la gestion du service des eaux de Versailles et Saint-Cloud
- Syndicat mixte Paris Métropole
- Syndicat Mixte des Hauts-de-Seine pour l'élimination des ordures ménagères SYELOM[1]

## Sources, notes et références
1. 1 2  « CA Cœur de Seine (Siren : 249200049) » [PDF], Fiche signalétique Banatic, sur banatic.interieur.gouv.fr, 1er octobre 2015 (consulté le 31 janvier 2016).
2. ↑  Décret n° 2015-1658 du 11 décembre 2015 relatif à la métropole du Grand Paris et fixant le périmètre de l'établissement public territorial dont le siège est à Nanterre sur Légifrance.
3. ↑  « T4 : Paris Ouest La Défense », Le Parisien, édition des Hauts-de-Seine,‎ 31 décembre 2015 (lire en ligne).
4. ↑  « Communauté d'agglomération Cœur de Seine », Liste des intercommunalités de France, sur comersis.fr, 2015 (consulté le 30 janvier 2016).
5. ↑  « Financement », Le Conseil, sur coeurdeseine.fr, 2008 (consulté le 31 janvier 2016).

## Pour approfondir